# Ventas metróállomás
Ventas metróállomás Spanyolország fővárosában, Madridban a madridi metró 2-es és 5-ös vonalán.

## Metróvonalak
Az állomást az alábbi metróvonalak érintik:
- 2-es metróvonal
- 5-ös metróvonal

## Kapcsolódó állomások
A metróállomáshoz az alábbi állomások vannak a legközelebb:
- La Elipa (Las Rosas, 2-es metróvonal)
- El Carmen (Alameda de Osuna, 5-ös metróvonal)
- Manuel Becerra (Cuatro Caminos, 2-es metróvonal)
- Diego de León (Casa de Campo, 5-ös metróvonal)